# Ema Fujisawa
Ema Fujisawa (Erro Lua em Módulo:Unicode_data na linha 297: attempt to index local 'data_module' (a boolean value). - Tóquio, Japão, 26 de dezembro de 1982) é uma modelo e atriz japonesa. O seu trabalho principal foi como Risa Koizumi, no filme Live-action do anime Lovely Complex, em 2006.

## Filmografia
- Kidan (2005)
- Lovely Complex, live-action (2002)